# Erytrytol
Erytrytol – organiczny związek chemiczny, alifatyczny alkohol czterowodorotlenowy z grupy cukroli. Jest dodatkiem do żywności, stosowanym jako substancja słodząca (E968).
Erytrytol jest związkiem typu mezo i nie wykazuje aktywności optycznej (w przeciwieństwie do swojego diastereoizomeru, treitolu, występującego w formie prawo- i lewoskrętnej).
Tetraazotan erytrytu ma właściwości wybuchowe.

## Występowanie
Erytrytol naturalnie występuje w niewielkich ilościach w wielu owocach, w niektórych porostach, wodorostach i w czerwonym winie.

## Otrzymywanie na skalę przemysłową
Na skalę przemysłową erytrytol jest otrzymywany zwykle na drodze fermentacji glukozy przez różne gatunki drożdży.
Opracowano również metodę otrzymywania erytrytolu z wykorzystaniem glicerolu jako surowca wyjściowego. W metodzie tej również wykorzystuje się drożdże z gatunku Yarrowia lipolytica.

## Zastosowanie

### Przemysł spożywczy
Erytrytol ma zerową wartość energetyczną i jest stosowany jako substancja słodząca wykazująca 70–90% słodyczy sacharozy. Nie jest metabolizowany w organizmie człowieka. Dobrze się wchłania z przewodu pokarmowego (ok. 90%) i praktycznie w całości jest wydalany z moczem w postaci niezmienionej. Około 10% spożytej ilości przechodzi do jelita grubego, nie jest jednak substratem dla flory bakteryjnej jelita.
Jest wykorzystywany do produkcji napojów oraz deserów o obniżonej wartości kalorycznej. Polecany jest w dietach niskokalorycznych i bezcukrowych.

### Przemysł farmaceutyczny
Erytrytol stosowany jest w przemyśle farmaceutycznym jako masa tabletkowa w formulacjach bezpiecznych dla osób z cukrzycą oraz z nietolerancją laktozy, jako nośnik substancji aktywnych w formulacjach wziewnych. Erytrytol w formie proszku wykorzystuje się do usuwania płytki nazębnej w periodontologii.

## Wpływ na zdrowie

### Cukrzyca
Erytrytol ma zerowy indeks glikemiczny, a jego indeks insulinemiczny (określający wzrost poziomu insuliny we krwi) wynosi 2. Dzięki temu może być stosowany jako zamiennik cukru przez osoby z cukrzycą.
Ponadto działa ochronnie na śródbłonek naczyń krwionośnych w warunkach hiperglikemii. Zwiększa również przepływ przez włosowate naczynia krwionośne i poprawia elastyczność tętnic u osób z cukrzycą typu 2.

### Próchnica zębów
Erytrytol nie jest fermentowany przez bakterie występujące w jamie ustnej, dlatego nie powoduje próchnicy i określany jest jako przyjazny dla zębów.

### Choroby zakrzepowo-zatorowe
W 2023 r. opublikowano wyniki badań wskazujące na zwiększone ryzyko poważnych niekorzystnych zdarzeń sercowo-naczyniowych u osób używających poliolowych substancji słodzących, zwłaszcza erytrytolu.